# Ante Majstorović
Ante Majstorović (Zagabria, 6 novembre 1993) è un calciatore croato, difensore del Rijeka.

## Carriera
Il 1º luglio 2019 viene acquistato a titolo definitivo per 400.000 euro dalla squadra croata dell'Osijek.

## Palmarès
- Campionato croato: 1

Rijeka: 2024-2025
- Coppa di Croazia: 1

Rijeka: 2024-2025